# Peter Gadinger
Peter Gadinger (* 6. Juli 1956 in Bellheim) ist ein deutscher ehemaliger Fußballtorhüter.
Gadinger kam 1978 zum Karlsruher SC, für den er in der Saison 1979/80 sein einziges Zweitligaspiel beim 3:2-Auswärtssieg gegen den FSV Frankfurt bestritt. Zum Ende der Saison wechselte er zu Hassia Bingen in die Oberliga Südwest. Dabei lief er während der zweijährigen Zeit der Verpflichtung auch einmal im DFB-Pokal für die Hessen auf. In der Saison 1994/95 stand er beim VfR Mannheim in der Fußball-Regionalliga Süd unter Vertrag.
Nach seiner aktiven Karriere war er zwischen 1995 und 2018 in unterschiedlichen Funktionen, darunter in über 600 Spielen als Torwarttrainer, beim Karlsruher SC beschäftigt.